# 広小路クロスタワー

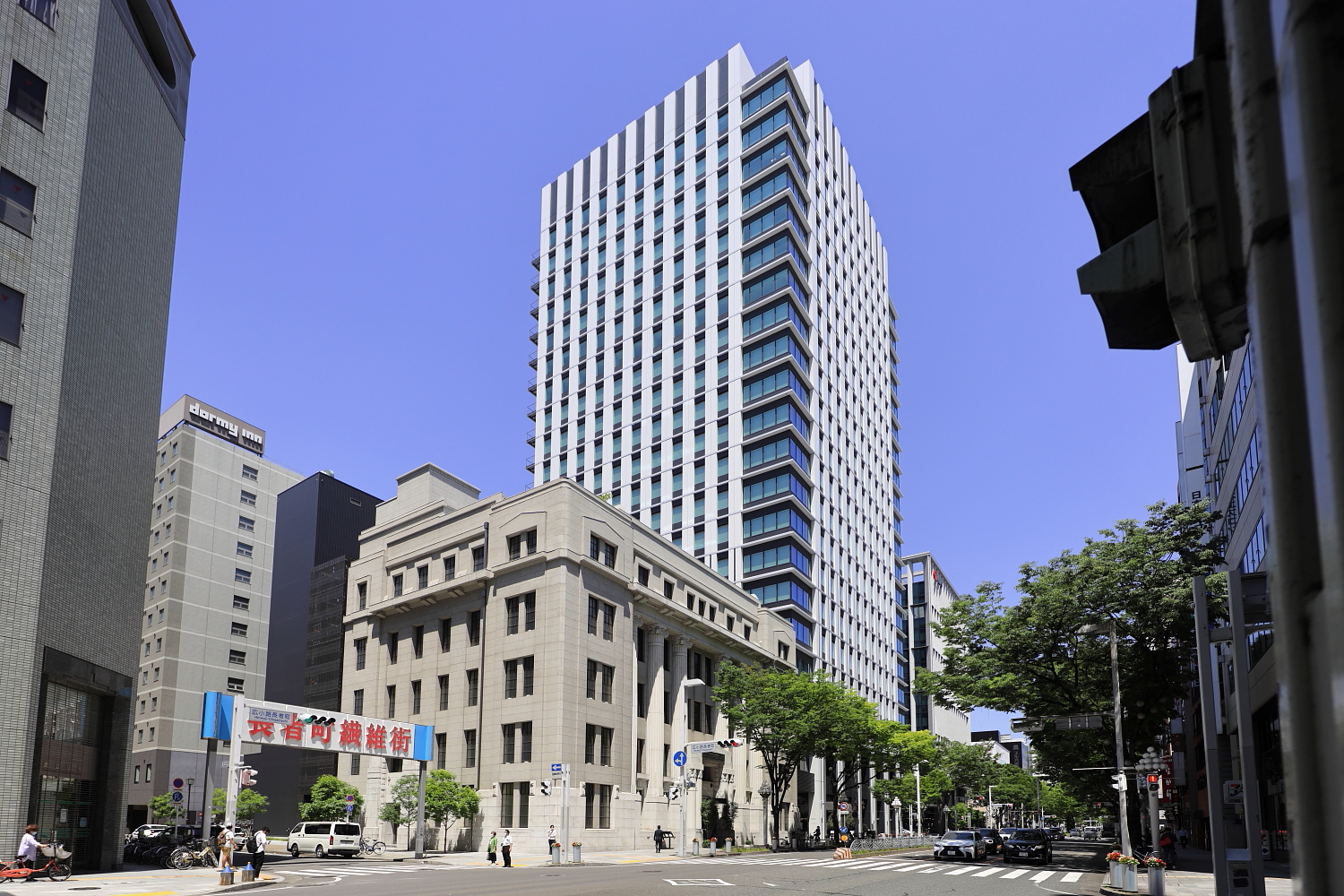
旧名古屋銀行本店ビル（中央手前）と広小路クロスタワー（中央奥）

広小路クロスタワー（ひろこうじクロスタワー）は、愛知県名古屋市中区錦二丁目にあるビル。

## 概要
三菱地所と積水ハウスが共同で大和生命ビル（旧 名古屋日本徴兵館）の跡地を再開発したもので、隣接する旧名古屋銀行本店ビルの保存・改修工事も同時に行われた。旧名古屋銀行本店ビルはかつて三菱東京UFJ銀行貨幣資料館として公開されていたがこの再開発に伴い移転しており、改修後は結婚式場・レストランが入る「ザ・コンダーハウス」としてリニューアルオープンした。
クロスタワーは高さ約100m、地上21階、地下1階建てで、地上1、2階部分には飲食店やスパなどの商業施設が4店舗入居し、3階以上は三菱UFJ銀行ほか三菱UFJフィナンシャル・グループの名古屋本部機能やグループ会社などが入居する予定のオフィスフロアとなっている。2019年（平成31年）1月には、第26回愛知まちなみ建築賞を受賞した。
なお、名称は広小路通と本町通が交わる交差点に立地することに由来する。
2018年（平成30年）6月8日三菱UFJ銀行名古屋営業部（旧・東海銀行本店）窓口終了、2018年（平成30年）6月11日広小路クロスタワーに移転オープン。旧東海銀行本店ビルは2018年（平成30年）8月から解体後、新ビルを2019年（令和元年）に着工し、2021年（令和3年）に完成を目指す。

## 施設
- DEAN & DELUCA CAFE
- [mine]
- 七勺日本酒・醸し肴 SEVEN
- 檸檬ビューティースパ